# Lovechild
Lovechild – grupa muzyczna z Liechtensteinu. Muzyka grupy zaliczana jest do gatunku heavy metal.

## Aktualni członkowie[1]
- Werner Schweizer – wokal
- Roger Kaufmann – gitara elektryczna
- Sven Sieber – gitara basowa
- Danny Zimmermann – perkusja

## Byli członkowie
- Dave Gugelot – gitara basowa
- Christian Vogt – gitara basowa

## Dyskografia[1]
Soul Collector (2006)